# Гаго, Фернандо
Ферна́ндо Рубе́н Га́го (исп. Fernando Rubén Gago; род. 10 апреля 1986[…], Сьюдадела, Буэнос-Айрес) — аргентинский футболист, полузащитник. Выступал за клубы «Бока Хуниорс», «Реал Мадрид», «Рома», «Валенсия» и «Велес Сарсфилд». В составе сборной Аргентины стал олимпийским чемпионом, вице-чемпионом мира и дважды серебряным призёром Кубка Америки. После завершения игровой карьеры тренировал клубы «Альдосиви» и «Расинг» (Авельянеда).

## Карьера

### Клубная
Гаго, который пришёл во взрослую команду клуба «Бока Хуниорс» из юношеской, дебютировал в основном составе 5 декабря 2004 года в игре с «Кильмесом», которая завершилась победой «Хуниорс» со счётом 1:0. Несмотря на молодой возраст, он быстро стал основным игроком полузащиты клуба и его стали часто сравнивать с Фернандо Редондо. Его уверенная игра вызвала интерес к нему со стороны таких испанских клубов, как «Реал Мадрид» и «Барселона».
15 ноября 2006 года президент «Реала» Рамон Кальдерон одобрил подписание Гаго и его соотечественника Гонсало Игуаина. Контракт Гаго с «Реалом» был подписан 19 декабря 2006 года, сумма трансфера составила 20,4 млн евро.
Дебют Гаго в «Реале» состоялся 7 января 2007 года в матче испанской Примеры против «Депортиво». «Реал» проиграл в этой игре со счётом 2:0. После ряда ошибок, совершённых им на поле, Гаго был заменён в своём первом матче на Роналдо. Через неделю, в следующей игре с «Сарагосой», Гаго подтвердил свою значимость на футбольном поле. Его игра доставляла неудобства соперникам, он демонстрировал отличное видение поля и обострял атаки своей команды. «Реал» обыграл «Сарагосу» со счётом 1:0 благодаря голу Руда ван Нистелроя.
20 мая 2007 года в матче с «Рекреативо» при счёте 2:2 «Реал» вышел вперёд в счёте после голевой передачи Гаго на Роберто Карлоса и в итоге выиграл тот матч со счётом 3:2, что позволило ему догнать по очкам «Барселону», а затем и выиграть чемпионат.
31 августа 2011 года Гаго отправился в годичную аренду в итальянскую «Рому». В конце сезона Гаго сообщил, что хочет остаться в «Роме».
19 июля 2012 года полузащитник подписал контракт с «Валенсией» сроком до 30 июня 2016 года.
31 января 2013 года футболист перешёл в «Велес Сарсфилд» на правах аренды до конца сезона 2012/13.
29 июля 2013 года подписал контракт с «Бокой Хуниорс» сроком на три года. 7 апреля 2015 года продлил контракт с «Бокой» до июня 2017 года. 10 марта 2017 года продлил контракт с el Xeneize до июня 2020 года.
10 ноября 2020 года через свою страничку в Instagram объявил о завершении карьеры игрока.

### Международная
Гаго является олимпийским чемпионом игр в Пекине в составе сборной Аргентины. Постоянно вызывался в главную сборную страны.

### Тренерская
20 января 2021 года назначен главным тренером «Альдосиви». 27 сентября 2021 года, через 2 дня после матча 13-го тура Профессиональной лиги 2021 «Альдосиви» — «Химнасия и Эсгрима» (1:3), подал в отставку.
21 октября 2021 года назначен главным тренером «Расинга». Контракт подписан до декабря 2022 года.

## Достижения
«Бока Хуниорс»
- Чемпион Аргентины (5): Ап. 2005, Кл. 2006, 2015, 2016/17, 2017/2018
- Обладатель Кубка Аргентины (1): 2014/15
- Обладатель Южноамериканского кубка (1): 2005
- Обладатель Рекопы Южной Америки (2): 2005, 2006
- Участник символической сборной года Южной Америки (2): 2005, 2006

 «Велес Сарсфилд»
- Чемпион Аргентины (1): Суперфинал 2012/13

 «Реал Мадрид»
- Чемпион Испании (2): 2006/07, 2007/08
- Обладатель Суперкубка Испании (1): 2008
- Обладатель Кубка Испании (1): 2010/11

 Сборная Аргентины
- Чемпион мира среди молодёжных команд (1): 2005
- Олимпийский чемпион (1): 2008
- Серебряный призёр чемпионата мира (1): 2014
- Серебряный призёр Кубка Америки (2): 2007, 2015

## Личная жизнь
27 июля 2011 года Фернандо женился на теннисистке Хиселе Дулко.